# Richard Miles (astronomo)
Richard Miles (...) è un astronomo amatoriale britannico.
Il Minor Planet Center lo accredita per la scoperta dell'asteroide 301263 Anitaheward, effettuata il 30 gennaio 2009.